# チキチキジョニー
チキチキジョニーは、松竹芸能に所属する日本のお笑いコンビ。
通称「チキジョ」「チキチキ」など。

## メンバー
- 石原 祐美子（いしはら ゆみこ、1975年8月26日[1] - ）ボケ担当、立ち位置は向かって右。
  - 岡山県勝田郡勝央町生まれ。新見市出身[1]。実家は祖父が鰻を捌いて焼く商店を経て、学習塾スタディハウス石原[2]。父は個人学習所塾講師。5歳下の弟がいる。真言宗。喫煙者。下戸。
  - 身長148cm、体重76kg（2021年5月時点）、スリーサイズB84cm、W66cm、H90cm。靴のサイズ23.5cm。血液型A型[1]。
  - 料理が得意。「その料理を口にしたオトコを必ずオトせる程」の腕前という[3]。ただし、どうやってその料理を口にするまでに持ち込むかが問題とのこと。
  - 新見市立新見第一中学校では吹奏楽部でアルトサックスを吹き、先輩と交際。岡山県立総社南高等学校では演劇部。高校でも吹奏楽部に入りたかったが、楽器を買えず演劇部に入部。あだ名は豚汁マン（ぶたじるまん、とんじるまん）。大阪教育大学中途退学。在籍8年。桃谷に住んで、寺田町の大学まで自転車で通っていた。
  - 大学進学で大阪に出て来た時に、親に電話で「大学に通いながらお笑いやりたい」と告白したところ大反対され「あんたはもう死んだことにする」と言われて実家に戻ったところ、本当に仏壇には自分の写真が飾ってあった[2]。
  - 2010年には坊主頭となった。理由は木下隆行（TKO）に「髪が陰毛みたいやから切れ」と言われたから[2]。
  - 2017年10月21日朝、父の容態が急変、最期に娘の漫才を見届けて12時40分に息をひきとった[4]。
  - 2018年からオリックス・バファローズの大ファン。コザック前田（ガガガSP）に連れられて観戦したのがきっかけ。
  - 2019年12月26日に、出身地の新見市より「新見市ふるさと大使」に任命される[5]。
- 岩見 真利（いわみ まり、1974年6月25日 - ）ツッコミ担当、立ち位置は向かって左。
  - 大阪府門真市出身[1]。4歳下の妹がいる[6]。喫煙者。
  - 身長164cm、78kg（2021年5月時点）、スリーサイズB82cm、W68cm、H86cm。靴のサイズ25cm。血液型B型[1]。
  - 特技はけん玉[2]、何時間でも海や川に入っていられること[1]。
  - 中学は演劇部部長。
  - 松坂大輔に似ており、風貌からよく男性に間違われる[3]。
  - 大学生時代、学童保育で学童指導員の仕事もしていた。最初は娘が学校の先生になると信じていたという親にはお笑いをやっていたことは内緒にしており、5年ほどはバレなかった[2]。
  - 一時期、芸能人女子フットサルチーム「蹴竹G」に所属していた[7]が、後に退団した。
  - 祖父が滋賀県甲賀郡甲西町出身で、甲賀市PR大使隊を務める[8]。
  - 教員免許を所持している。

## 概要
- 大阪教育大学第二部（夜間）在学中に共に出会い[2]、石原の方から岩見を説得して[9]、在学中の1995年にコンビ結成。正式には大学卒業後の2000年に結成とされている[2]。なおコンビ名の案に「岩石姉妹」という候補があった。当初から松竹所属であったが、一時所属を離れていた。これについて本人たちは「その頃ちょうど、事務所がオセロさんみたいなきれいなタレントを売っていこうと考えていた時期で、自分たちは1回も舞台に出してもらえないままクビになった」と話している[10]。その2年後、松竹の養成所を経て「ミナミのど真ん中ホール」で舞台デビュー[2]。この時は所属事務所と繋がっていたある人に、頭くらい下げて戻してもらえと促されて戻った時はちょうど新しい劇場が開場する時で出演芸人が足りなかったという時で、本人たちはこの時のことを「とにかくみんな舞台に出ろと言った感じで、シラッと戻ったら（その芸人たちの中に）紛れられた」と話している[10]。
- 2011年にTHE MANZAI 2011決勝進出。これを機にテレビへの露出が増える。
- 2人とも車での移動が大好きで、現場へも自分たちで車を運転して移動する。年間5万km以上を車で移動している[1]。2019年12月現在の車での走行距離は6年で20万km（地球約5周分）。全国各地へ車で赴き、撮影した動画を自身のYouTube動画サイト（チキチキジョニートラベル（official））にアップロードしている[11]。
- 2012年7月28日放送の『爆笑レッドカーペット』（フジテレビ）にて、2人とも年齢を5歳サバ読みしていたことを告白した[12]。松竹芸能の養成所に年齢制限があり、年齢を偽って入所したためだという[13]。

### 相撲関連
2人とも相撲が好きで、大相撲本場所では毎場所に幕下あたりから毎場所観戦へ行っている。石原は力士のキャラクター、岩見は技の方をそれぞれ推している。石原の方は、6人家族がみんな相撲好きであったことから相撲通になった。幼少期は学校から帰って来るとテレビの前に座り、千代の富士が花道から出てきたら家族に知らせる係をやっていた（ただし、家族の中でも祖母だけは霧島の方が好きであった）。岩見の方は、2013年頃から石原の影響で初めて相撲を観戦しに行き、千秋楽に国技館で当日券を並んで買おうとしている時から個性的な人が多くて楽しかったという。「松竹相撲部」にも部員として所属し、あかつ、みよこ、ゆんぼだんぷの相撲好き芸人同士によるライブ「相撲好きトークライブ OH!相撲ナイト」にも参加している。 石原は、2017年7月場所前に芸人とタレントとで行われたトークライブで、力士のSNS利用について「私は上げないでほしい。場所中はそこまでしなくてもちょっとした動きで感情を読み取ってるから」と否定派の立場を見せており、場所後すぐに力士が結婚発表をすることも「やめてほしい」と言っている。名古屋場所会場の太鼓の櫓に関しては「あれ、危ない。木で組まれてるんですけど、怖いくらいの高さがあって。もし会場に行かれる方は寄せ太鼓、はね太鼓をぜひ注目して見てください。命がけで呼び出しさんが登って太鼓を叩いています」と言っている。

## 受賞歴
- 2005年 第5回新人お笑い尼崎大賞 優秀賞受賞
- 2008年 第43回上方漫才大賞 新人賞ノミネート
- 2012年 第47回上方漫才大賞 新人賞ノミネート[17]
- 2013年 第48回上方漫才大賞 新人賞ノミネート[18]
- 2016年 第51回上方漫才大賞 奨励賞ノミネート
- 2011年 NHK新人演芸大賞 演芸部門 出場
- 2011年 THE MANZAI 2011 ファイナリスト[19]（予選サーキットランキング11位、決勝Aグループ3位）
- 2022年 第77回文化庁芸術祭 大衆芸能部門（関西参加公演の部）優秀賞[20]

## 芸風
- 主に漫才[21]。はじめに石原が「女の子2人で漫才やってます」と言うが、これは岩見が男性に見えるためである[3]。元々は“コント漫才”が多く石原1人で喋るスタイルが多かったが、2010年頃から客との距離を近付けたいと考えて素に近い喋りでコントは一切入れない会話形式の漫才に変えていった[9]。
- 稀にコントをすることがあり、その時は岩見がボケを担当することがある[9]。
- 『角座演芸アワー〜道頓堀から生放送!〜』出演時は、同番組アシスタントの関真由美と仲が悪いという設定になっていた。

## 出演番組

### 現在

#### テレビ
- Nami乗りジョニーの京街Diary（KBS京都テレビ 木曜 23:00 - 23:30、2019年5月2日 - ）
- 初笑い東西寄席→新春生放送!東西笑いの殿堂20XX（NHK総合 毎年1月3日）※2016年以降（2018年除く）、道頓堀角座→心斎橋角座（2019年以降）からのリポーターも兼任。
- パインバンブーアワー（J:COM）
- よ〜いドン!「本日のオススメ3」コーナー（関西テレビ）- 石原のみ
- チキチキジョニーの拝見ほっこり一（にいみiチャンネル）

#### ラジオ
- チキチキ・遠藤 Nami乗りジョニー（KBS京都ラジオ 水曜 14:00 - 17:00→「ま〜ぶる!」10:00 - 14:00、2014年4月2日 - ）
- ナジャ・グランディーバのレツゴーサタデー（MBSラジオ 2017年度以降のナイターシーズン番組）
- MBSヨル隊「ナジャ・グランディーバのレツゴーフライデー」（MBSラジオ 2017年度以降のナイターオフ番組）
- 松井愛のすこ〜し愛して♥（MBSラジオ 2015年2月20日※18・19時台ゲスト、2015年10月19日・2017年9月18日※桂南光の代役として。2019年10月以降は金曜日パートナーとして不定期出演）
- チキチキジョニーのいただきました!3時間!（ラジオ大阪、2024年4月 - ）

### 過去
- わらいのちから
- 上方演芸ホール（NHK大阪放送局）
- チキチキ!ツキムランド（ラジオ大阪 2007年10月 - ）
- ツキムラマッティーナ（ならどっとFM）
- クラブツキムラ（ならどっとFM）
- 森脇健児のサタデーミーティング（KBS京都ラジオ）
- 爆笑オンエアバトル 戦績0勝2敗 最高173KB
- オンバト+（NHK総合）戦績5勝4敗 最高485KB
- マンボでナンボ（J:COM）
- 花影忍法帳コミ☆トレ（NHK教育） - 第5回、第11回、第16回
- イツザイS（テレビ東京 2010年6月13日） - 「インディーズ芸人オーディション」
- 笑っていいかも!?（NHK教育）
- ハピくるっ!（関西テレビ）
- ごきげん!ブランニュ（朝日放送テレビ 2011年11月28日） - 「パラコレクション2011秋」
- 爆生レッドカーペット（フジテレビ 2012年2月18日）キャッチコピーは「通天閣ガールズ」
- 水曜エンタ!～笑う経済白書THEピンキリSHOW～（TBS 2012年3月14日）
- ひみつのアッコちゃん（ショートムービー版）（日本テレビ 2012年8月） - スミレ先輩 役※石原のみ・声の出演
- AKB48のあんた、誰?（NOTTV 2012年4月2日 - 2013年11月1日）レギュラーMC
  - 2012年4月2日から2013年3月29日までは月曜、火曜、水曜のメインMC担当
  - 2013年4月1日から11月1日までは月曜、火曜のメインMC担当
- チキチキジョニーのブスはラジオでバレません（KBS京都ラジオ 土曜 21:30 - 22:00、2012年10月6日 - 2014年3月29日）
- 麻田キョウヤのあ〜まだ木曜日（MBSラジオ 年度下半期木曜 21:50 - 22:00）※2014年度および2016年3月に石原のみレギュラー出演。岩見は2015年1月1日放送分にゲスト出演。
- 角座演芸アワー〜道頓堀から生放送!〜（ラジオ関西 木曜 19:00 - 21:00）
- ラジオ演芸もん（ABCラジオ 2017年4月30日・5月7日） - 「演芸アドバイザーXさん」（同回は松竹芸能の先輩・小川恵理子）が推薦する芸人「演芸もん」としてゲスト出演。
- ほしおび（MBSテレビ）- 石原のみ
- たむらけんじのぶっちゃ〜けBar（eo光テレビ 2021年7月19日） - 石原のみ・夏グルメ特集出演
- チキチキジョニーのいただきました!30分!（ラジオ大阪 水曜 24:00 - 24:30、2019年10月2日 - 2022年3月30日）
- バラエティー生活笑百科（NHK大阪放送局）
- 5時に夢中!（TOKYO MX 2022年9月16日） - ゲスト出演
- MBSベースボールパーク（MBSラジオ 2022年11月3日） - 石原のみ「松竹パ・リーグスペシャル」に出演。
- 茶屋町ヤマヒロ会議（MBSラジオ 2022年11月10日） - ゲスト出演

ほか

### CM
- 株式会社 新建築（2020）

## 関連作品

### DVD
『ブスをもってブスを制す』（2012年7月25日、アニプレックス｜コンテンツリーグ）